# Marktschellenberg

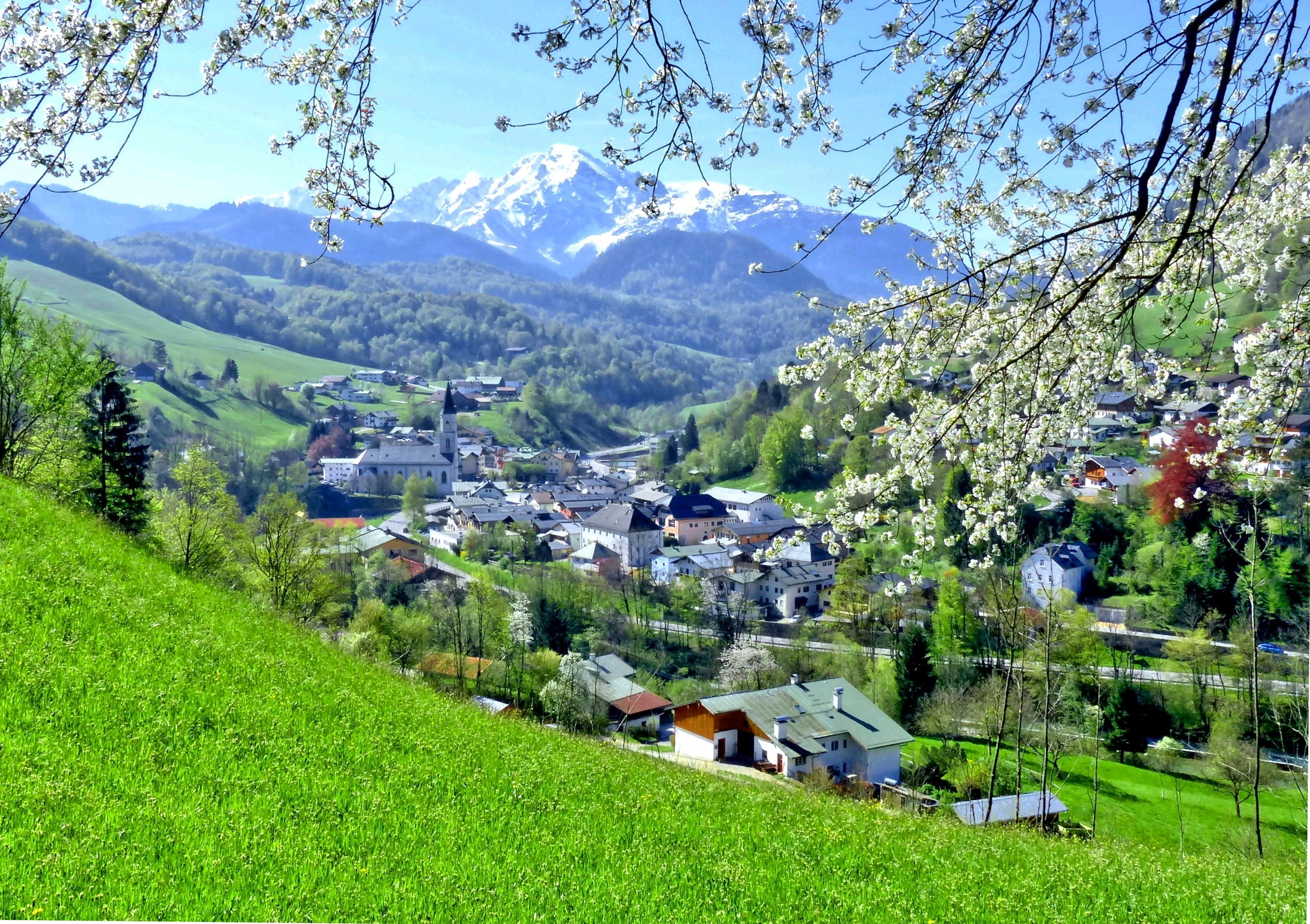
Ortskern von Marktschellenberg, Ansicht von Norden, im Hintergrund u. a. der Hohe Göll

Marktschellenberg ist ein Markt des Landkreises Berchtesgadener Land im äußersten Südosten des bayerischen Regierungsbezirks Oberbayern. Kreisstadt und nächste größere Stadt ist Bad Reichenhall, die nächste Großstadt innerhalb Deutschlands ist München.

## Geografie

### Geografische Lage
Marktschellenberg ist Teil der hochalpinen Region Berchtesgadener Land im Süden des Landkreises Berchtesgadener Land. Gemeinsam mit den benachbarten Gemeinden Berchtesgaden, Bischofswiesen, Ramsau bei Berchtesgaden und Schönau am Königssee liegt Marktschellenberg innerhalb der geomorphologischen Einheit Berchtesgadener Talkessel und ist nahezu völlig von den Berchtesgadener Alpen umgeben, deren Gebirgsstöcke sich wiederum im Osten, Süden und Südwesten ins österreichische Bundesland Salzburg erstrecken. Im Westen der Untersberg sowie im Osten der Hohe Götschen und die Barmsteine, zieht sich durch Marktschellenberg bis zur deutsch-österreichischen Grenze der letzte Flussabschnitt der bis dahin so bezeichneten Berchtesgadener Ache.

### Nachbargemeinden
Auf deutscher Seite gehören die südlich gelegene Nachbargemeinde Berchtesgaden und das nördlich gelegene gemeindefreie Gebiet Schellenberger Forst wie Marktschellenberg selbst zum Landkreis Berchtesgadener Land. Östlich von Marktschellenberg befinden sich drei deutsch-österreichische Grenzübergänge in Richtung Salzburg und die direkt hinter der Staats- und Gemeindegrenze im salzburgischen Tennengau gelegenen österreichischen Ortschaften Bad Dürrnberg (Gemeinde Hallein), Grödig (via Hangendensteinpass) und Hallein (via Zillwirt).

### Gemeindeteile
1911 erfolgten zwei Umbenennungen: Aus Schellenberg Markt wurde Marktschellenberg; aus Schellenberg Land wurde Landschellenberg. Am 1. März 1911 wurde Ettenberg in die Gemeinde Landschellenberg eingemeindet. Am 1. Oktober 1969 wurden Marktschellenberg, Landschellenberg und Scheffau zur neuen Gemeinde „Marktschellenberg“ zusammengeschlossen. Die einstigen Gemeinden bilden Gemarkungen, deren Gemeindeteile wiederum auch als Gnotschaften bezeichnet werden. Einzige Ausnahme bildet hierbei Scheffau als einstiger Hauptort der ehemals gleichnamigen Gemeinde.
| Gemarkungen       | Gemeindeteile                           | Art            | Anmerkungen                                                                                         |
| ----------------- | --------------------------------------- | -------------- | --------------------------------------------------------------------------------------------------- |
| Marktschellenberg | Marktschellenberg                       | Hauptort       | der neuen Gemeinde mit „Bürgerhäusern“ vormals Sitz der „Hallinger“ der Fürstpropstei Berchtesgaden |
| Landschellenberg  | Ettenberg (Hinter- und Vorderettenberg) | Gnotschaft     | Eigenständige Gemeinde bis 1969                                                                     |
| Landschellenberg  | Götschen                                | Gnotschaft     | Eigenständige Gemeinde bis 1969                                                                     |
| Landschellenberg  | Schaden                                 | Gnotschaft     | Eigenständige Gemeinde bis 1969                                                                     |
| Landschellenberg  | Schneefelden                            | Gnotschaft     | Eigenständige Gemeinde bis 1969                                                                     |
| Landschellenberg  | Unterstein                              | Gnotschaft     | Eigenständige Gemeinde bis 1969                                                                     |
| Scheffau          | Mehlweg                                 | zu Neusieden   | Eigenständige Gemeinde bis 1969                                                                     |
| Scheffau          | Neusieden                               | Gnotschaft     | Eigenständige Gemeinde bis 1969                                                                     |
| Scheffau          | Oberstein                               | Gnotschaft     | Eigenständige Gemeinde bis 1969                                                                     |
| Scheffau          | Scheffau                                | ehem. Hauptort | Eigenständige Gemeinde bis 1969                                                                     |

## Geschichte

### Zweiter Hauptort von Klosterstift und Fürstpropstei

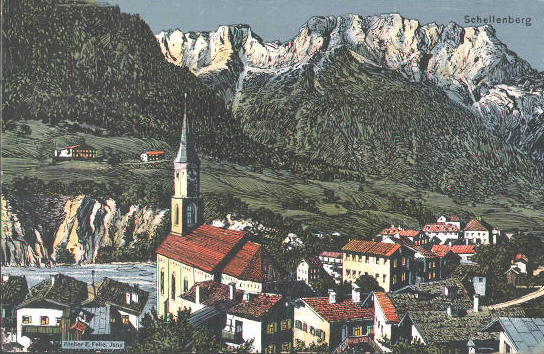
Marktschellenberg, Anfang des 20. Jahrhunderts

Marktschellenberg war nach Berchtesgaden (Gründungsort und Sitz des Klosterstifts) der zweite Hauptort des Berchtesgadener Landes. Die Gebietsfläche des Berchtesgadener Landes entsprach ab 1155 dem Kernland des Klosterstifts Berchtesgaden, das 1380 zur Reichsprälatur Berchtesgaden und 1559 zur reichsunmittelbaren Fürstpropstei Berchtesgaden erhoben worden war. 1191 erstmals erwähnt, wird der Ort „schellenberch“ 1211 zum ersten Mal schriftlich bezeugt.
Neben Berchtesgaden wurde auch Schellenberg zum Standort einer Saline, die bis 1805 in Betrieb war. Nachdem 1292 in Schellenberg ein erst von Laien beziehungsweise einem „Hallinger“ (salinarius) geleitetes Salzamt eingerichtet wurde, erhielt der Ort bald Marktrechte, wenn auch vermutlich nur sehr eingeschränkt. Ein erster fürstlich benannter Marktrichter, dem nur die „Niedergerichtsbarkeit“ zustand, ist erst für 1334 nachweisbar und hat dann meist auch das Amt des Hallingers mitverwaltet. Die ersten „Hallinger“ waren noch Laien, im ausgehenden Mittelalter jedoch hatte sich dieses Salzamt als wichtigster Verwaltungsposten des Kloster- bzw. Kollegiatstifts etabliert und wurde aus den Reihen ihrer Augustiner-Chorherren besetzt.

→ Siehe zu diesem Absatz auch den Abschnitt: Geschichte in Fürstpropstei Berchtesgaden
Im 16. Jahrhundert haben Einheimische Salz- und Holzhändler reformatorische Gedanken und Schriften verbreitet, die sie auf ihren Reisen in die protestantischen Städte Augsburg, Nürnberg und Regensburg erlangten. Eine bedeutende Keimzelle des Protestantismus bildete aber vor allem das im Salzburgischen benachbarte Dürrnberg. Hier trafen Bergleute des Berchtesgadener Landes aus den Gnotschaften Au und Scheffau (heute eine Gemarkung von Marktschellenberg) auf eingewanderte Bergknappen aus dem lutherischen Sachsen und waren sehr offen für deren religiöse Unterweisung und Angebote zur Erbauung. Während im Bistum Salzburg bereits zu Beginn der Reformationszeit unter dem Erzbischof Matthäus Lang (1468–1540) die Verfolgungen eingesetzt hatten, waren der Fürstpropstei diese Entwicklungen auf ihrem Herrschaftsgebiet offenbar längere Zeit entgangen. Aber auch die 1572 durch Propst Jakob Pütrich veranlasste erste Vertreibung von Protestanten am Dürrnberg wie auch die „Visitationen“, denen des Öfteren Geldstrafen auf den Besitz lutherischer Schriften folgten, vermochte die Ausbreitung der neuen Lehre nicht mehr aufzuhalten. Schellenberg zählte neben den Gnotschaften Au, Gern und Scheffau zu den ersten Orten im Berchtesgadener Land, in der sie ihre Anhänger fand. Doch am 22. April 1733 kam es in der Fürstpropstei Berchtesgaden zur Vertreibung der Protestanten. Es hatten sich gleich 800 Auer, Scheffauer und „Gerer“ über Hallein per Schiff nach Regensburg aufzumachen und von dort zu Fuß in die Städte und Gemeinden Kurhannovers zu gehen.

→ Siehe zu diesem Absatz auch Abschnitte: Reformation und Gegenreformation, Vertreibungen und Emigration in Fürstpropstei Berchtesgaden

### Säkularisation, Anschluss an Bayern

Saline Schellenberg um 1900 oder früher, abgebrochen 1906

Nach der Säkularisation von 1803 verlor das Berchtesgadener Land seine politische Eigenständigkeit als Fürstpropstei, darauf folgten kurz hintereinander drei Herrschaftswechsel. 1810 wurde das Berchtesgadener Land schließlich dem Königreich Bayern angegliedert und aus dem Hauptort Schellenberg und den Gnotschaften Ettenberg und Scheffau gingen die Gemeinden Schellenberg Markt, Schellenberg Land, Ettenberg und Scheffau hervor. Die Gnotschaftsbezirke der genannten ehemaligen Gnotschaften werden auch noch nach ihrer Zusammenlegung in die Gemeinde Marktschellenberg bis zum heutigen Tag als „Gnotschaften“ bezeichnet.

→ Siehe zu diesem Absatz auch den Abschnitt: Nach der Säkularisation in Fürstpropstei Berchtesgaden
Mit der Einbindung in das Königreich Bayern unter der direkten Zuständigkeit des Landgerichts Berchtesgaden waren 1810 auch diese Gemeinden des Berchtesgadener Landes nunmehr dem Salzachkreis zugeordnet und ab 1817 Teil des neu geschaffenen Isarkreises, der seit 1838 Oberbayern heißt. Im Jahr 1868 erfolgte eine Unterteilung des Regierungsbezirks Oberbayern und die Eingliederung der noch getrennten Schellenberger Gemeinden in das Bezirksamt Berchtesgaden.
Das Ende der Salzförderung und die Außerbetriebstellung der Saline 1805 bedeutete für die Schellenberger Gemeinden einen wirtschaftlichen Einschnitt, der erst mit dem Aufkommen des Tourismus überwunden werden konnte. 1898 wurde in Schellenberg ein Turnverein gegründet.
1911 erfolgte die Umbenennung zweier Gemeinden: Aus Schellenberg Markt wurde Marktschellenberg; aus Schellenberg Land wurde Landschellenberg. Am 1. März des gleichen Jahres wurde Ettenberg in die Gemeinde Landschellenberg eingemeindet.

### Zeit des Nationalsozialismus
Das für den Ort zuständige Bezirksamt Berchtesgaden wurde 1939 in Landkreis Berchtesgaden mit gleichem Zuständigkeitsbereich umbenannt.

### Nachkriegszeit

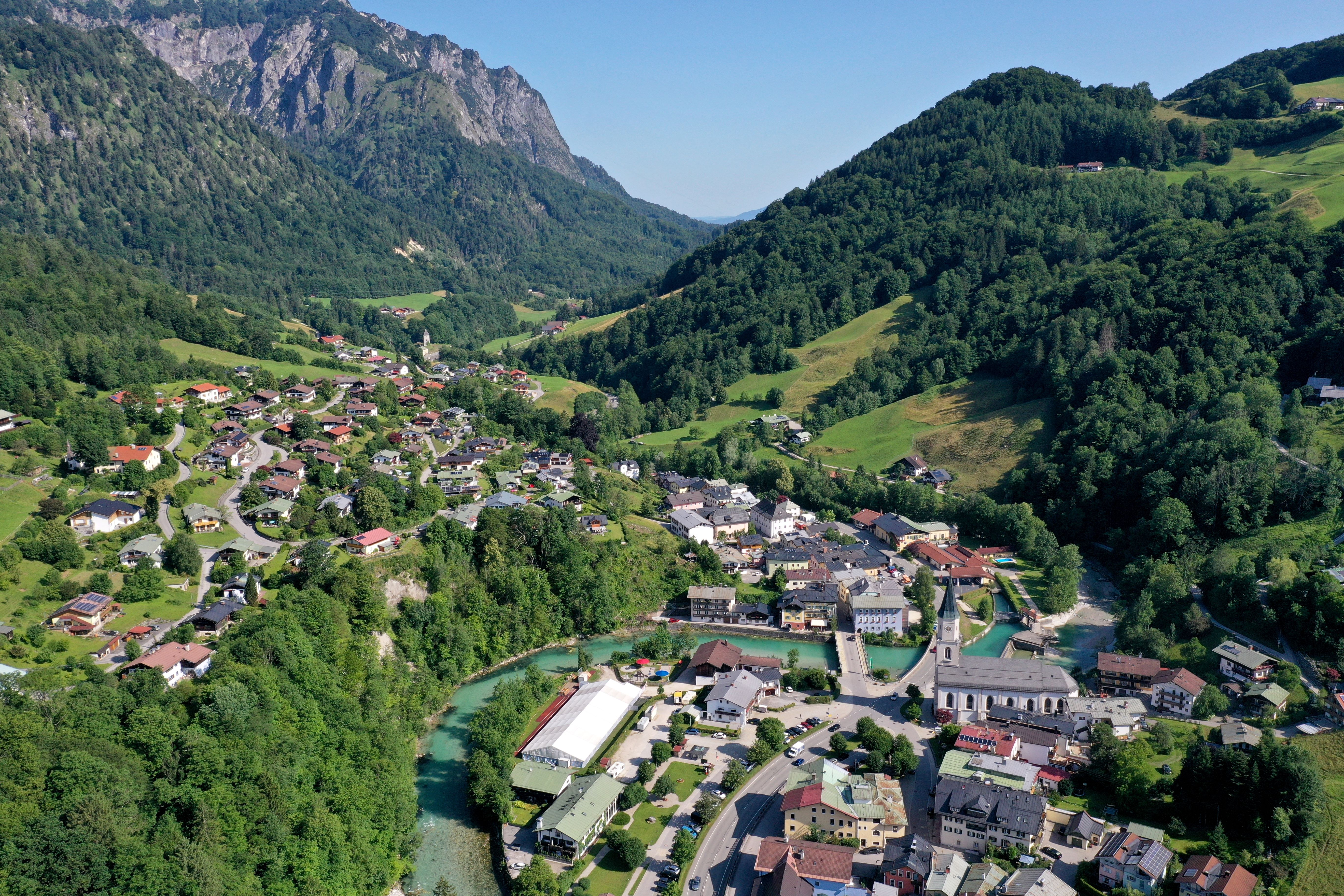
Ortskern mit Blick nach Norden und Untersberg

Am 1. Oktober 1969 wurden Marktschellenberg, Landschellenberg und Scheffau zur neuen Gemeinde Marktschellenberg zusammengeschlossen.
Am 1. November 2015 wurde der Pfarrverband Stiftsland Berchtesgaden begründet, dem sich neben den Pfarreien St. Andreas Berchtesgaden und Hl. Familie Au auch die Pfarrei St. Nikolaus Marktschellenberg angeschlossen hatte, und der am 1. Juni 2019 um den Pfarrverband Bischofswiesen erweitert wurde.

### Einwohnerentwicklung
Zwischen 1988 und 2018 wuchs der Markt von 1726 auf 1776 um 50 Einwohner bzw. um 2,9 %.

### Geografisch-soziokulturelle Zuordnungen
Marktschellenberg liegt innerhalb der von der Gebirgsgruppe der Berchtesgadener Alpen umschlossenen Region Berchtesgadener Land. Ab 1155 nahezu deckungsgleich mit dem Kernland des Klosterstifts Berchtesgaden, das über die Jahrhunderte zu immer größerer Eigenständigkeit gelangte und zuletzt von 1559 bis 1803 zur reichsunmittelbaren Fürstpropstei Berchtesgaden erhoben worden war, grenzt sich diese Region noch heute kulturgeschichtlich und soziokulturell unter anderem vom benachbarten Chiemgau und innerhalb des gleichnamigen Landkreises Berchtesgadener Land vom vormals herzoglich bayerischen Bad Reichenhall und vom einst zum Erzstift Salzburg gehörenden Rupertiwinkel ab. Somit gingen und gehen für Marktschellenberg zuständige Gemeindeverbände und Gebietskörperschaften wie der vormalige Landkreis Berchtesgaden und der jetzige Landkreis Berchtesgadener Land der Fläche wie auch den zugehörigen Gemeinden nach weit über die soziokulturelle Begriffseinheit „Berchtesgadener Land“ hinaus.
Bezogen auf die Region Berchtesgadener Land sind u. a. auch die Schellenberger Weihnachtsschützenvereine Mitglieder der 1925 gegründeten Vereinigten Weihnachtsschützen des Berchtesgadener Landes.

## Religion
Laut dem letzten Zensus von 2011 waren in Marktschellenberg von seinerzeit insgesamt 1730 Einwohnern 1314 römisch-katholisch (ein Rückgang von 13,2 % zu 1987) und 144 evangelisch (ein Rückgang von 2,0 % zu 1987), die Religionszugehörigkeit der restlichen 272 Einwohner wurde nicht aufgeschlüsselt. Bislang wird in den Statistiken der Volkszählungen neben „römisch-katholisch“ und „evangelisch-lutherisch“ lediglich noch die Zahl der „Ausländer“ angegeben – hier mit 161 (ein Zuwachs um 101,3 % zu 1987) von den nicht konkret aufgeschlüsselten 272 Einwohnern. (→ siehe zu den diesbezüglich gemachten Angaben im Zensus 2011 u. a. auch die sie einschränkenden bzw. kritisierenden Abschnitte: Haushaltebefragung, Fragen zur Religion und Wissenschaftliche Kontrolle.)
Zur römisch-katholischen Pfarrgemeinde gehören neben der Pfarrkirche St. Nikolaus und der Wallfahrtskirche Mariä Heimsuchung (Ettenberg) als Filialkirche auch die Pfarrkirche Zur Heiligen Familie sowie die Franziskuskirche als Teil der Pfarrei Heilige Familie im Berchtesgadener Gemeindeteil Au zum Pfarrverband Marktschellenberg in Marktschellenberg. Am 1. November 2015 wurde der Pfarrverband Stiftsland Berchtesgaden begründet, zu dem sich die drei Pfarreien St. Andreas Berchtesgaden, Hl. Familie Au und St. Nikolaus Marktschellenberg zusammenschlossen, und der am 1. Juni 2019 um den Pfarrverband Bischofswiesen erweitert wurde.
In Marktschellenberg gibt es weder eine evangelische Kirchengemeinde noch ein von evangelischen Christen genutztes Kirchengebäude. Die nächstgelegene evangelische Kirche ist die Christuskirche als Hauptkirche der evangelisch-lutherischen Kirchengemeinde in Berchtesgaden.

## Politik

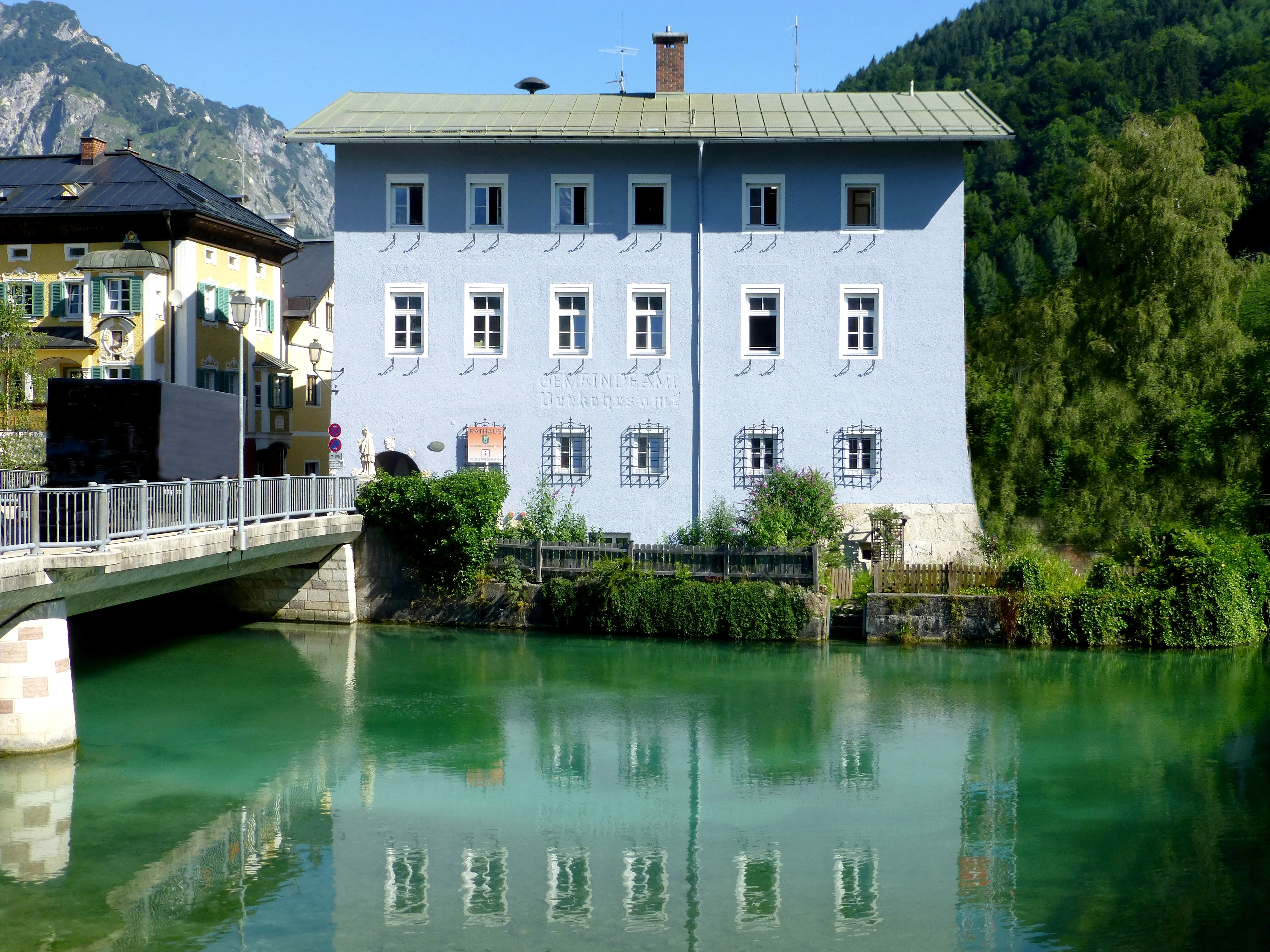
Rathaus (nach Umbau 2019), im Vordergrund Berchtesgadener Ache

### Gemeinderat
Der Gemeinderat setzt sich für die Sitzungsperiode 2020–2026 wie folgt zusammen:
| Partei/Liste          | 2020   | 2020   | 2014   | 2014   |
| Partei/Liste          | %      | Sitze  | %      | Sitze  |
| --------------------- | ------ | ------ | ------ | ------ |
| Bürgerliste           | 34,0   | 4      | –      | –      |
| CSU                   | 21,1   | 3      | 29,0   | 3      |
| FWG Marktschellenberg | 17,6   | 2      | 32,4   | 4      |
| LWG                   | 13,5   | 2      | 21,7   | 3      |
| GRÜNE                 | 7,3    | 1      | 9,4    | 1      |
| SPD                   | 2,9    | –      | 7,5    | 1      |
| Gesamt                | 100    | 12     | 100    | 12     |
| Wahlbeteiligung       | 69,6 % | 69,6 % | 70,0 % | 70,0 % |

### Bürgermeister
Franz Halmich (FWG) wurde nach zwei Amtszeiten (2010–2020) abgewählt, sein Nachfolger im Amt des Bürgermeisters wurde ohne Stichwahl bereits nach dem ersten Wahlgang der Verwaltungsfachwirt Michael Ernst (BL).

### Wahlkreise
Marktschellenberg gehört zum Bundestagswahlkreis Traunstein und zum Stimmkreis Berchtesgadener Land für Landtags- und Bezirkstagswahlen.

### Wappen
| Wappen von Marktschellenberg | Blasonierung: „In Blau eine silberne Salzkufe mit sechszackigen blauen Stern vor gekreuztem Binde- und Löseschlüssel. Der goldene Schlüssel zeigt nach rechts.“ |
| Wappen von Marktschellenberg | Wappenbegründung: Die gekreuzten Schlüssel als Attribut des Simon Petrus verweisen auf den Patron des Klosterstifts und spätere Fürstpropstei Berchtesgaden als Landesherrschaft bis 1803. Die Salzkufe bezieht sich auf die für die Gemeinde bis 1805 jahrhundertelang wirtschaftlich bedeutsame Salzgewinnung. Der blaue Stern stammt aus dem Wappen der Herren von Gutrat, die im 13. Jahrhundert als salzburgische Ministerialen die hohe Gerichtsbarkeit ausübten. Die dominierenden Farben Silber und Blau symbolisieren die bayerischen Landesfarben. Marktschellenberg führt seit dem 19. Jahrhundert ein Wappen. Das jetzige Wappen führt die Gemeinde seit 1964 auf Grundlage eines Beschlusses des Gemeinderats und mit Zustimmung des Bayerischen Staatsministeriums des Inneren. Beleg hierfür ist eine Ministerialentschließung vom 12. März 1964. |

## Kultur und Sehenswürdigkeiten

### Sakralgebäude
- Die Wallfahrtskirche Mariä Heimsuchung auf einem Hochplateau in Ettenberg wurde zwischen 1723 und 1727 errichtet.
- Die Pfarrkirche St. Nikolaus mit dem Schutzpatron der Salzschiffer wurde etwa 1407 (noch ohne Turm) errichtet und 1870/71 nach Baufälligkeit im neugotischen Stil neugebaut. Der von dem Reichsprälaten und Stiftspropst Gregor Rainer (1508–1522) vermutlich 1511 an die Kirche angefügte Turm blieb erhalten.

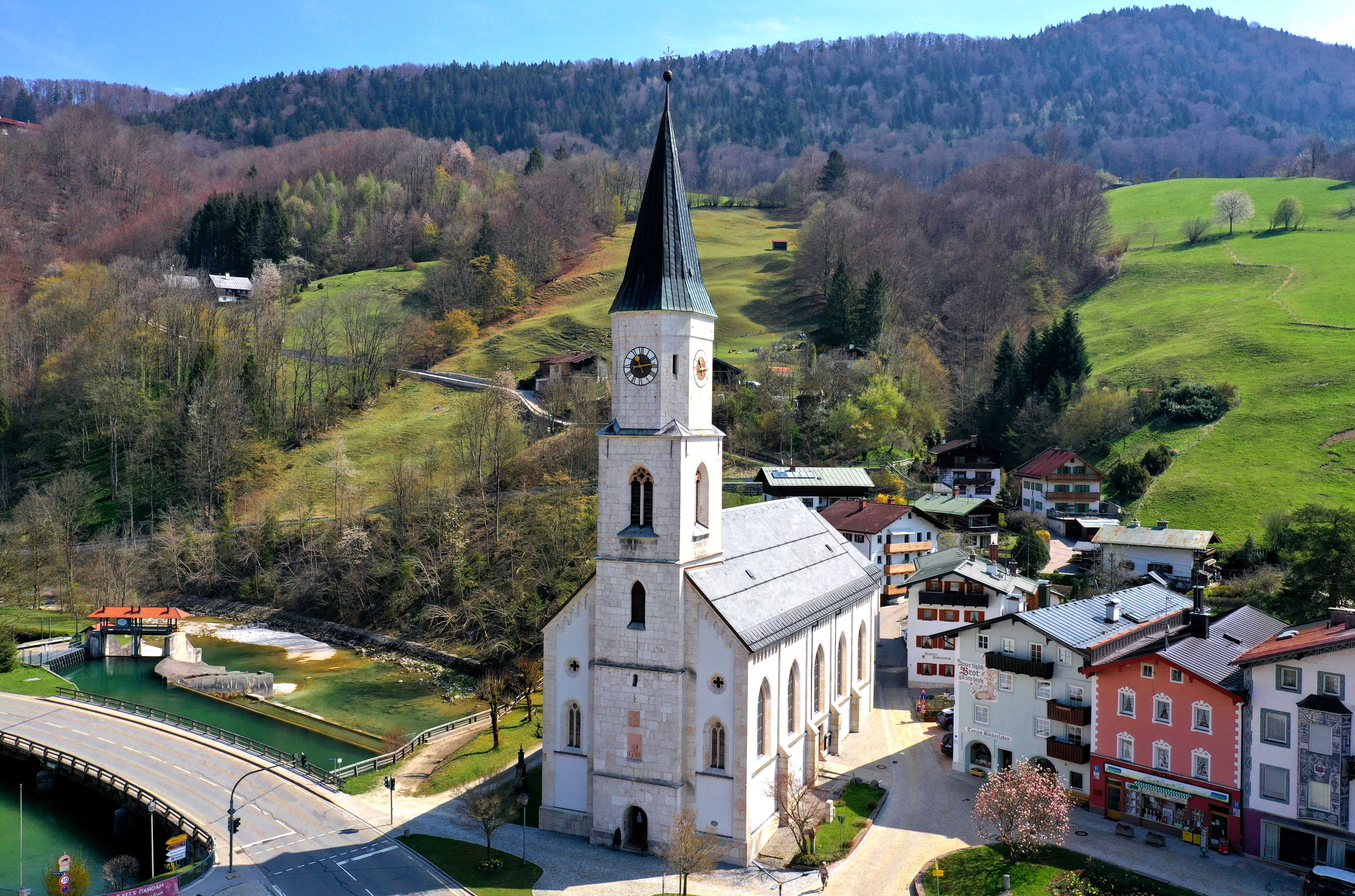
Pfarrkirche St. Nikolaus
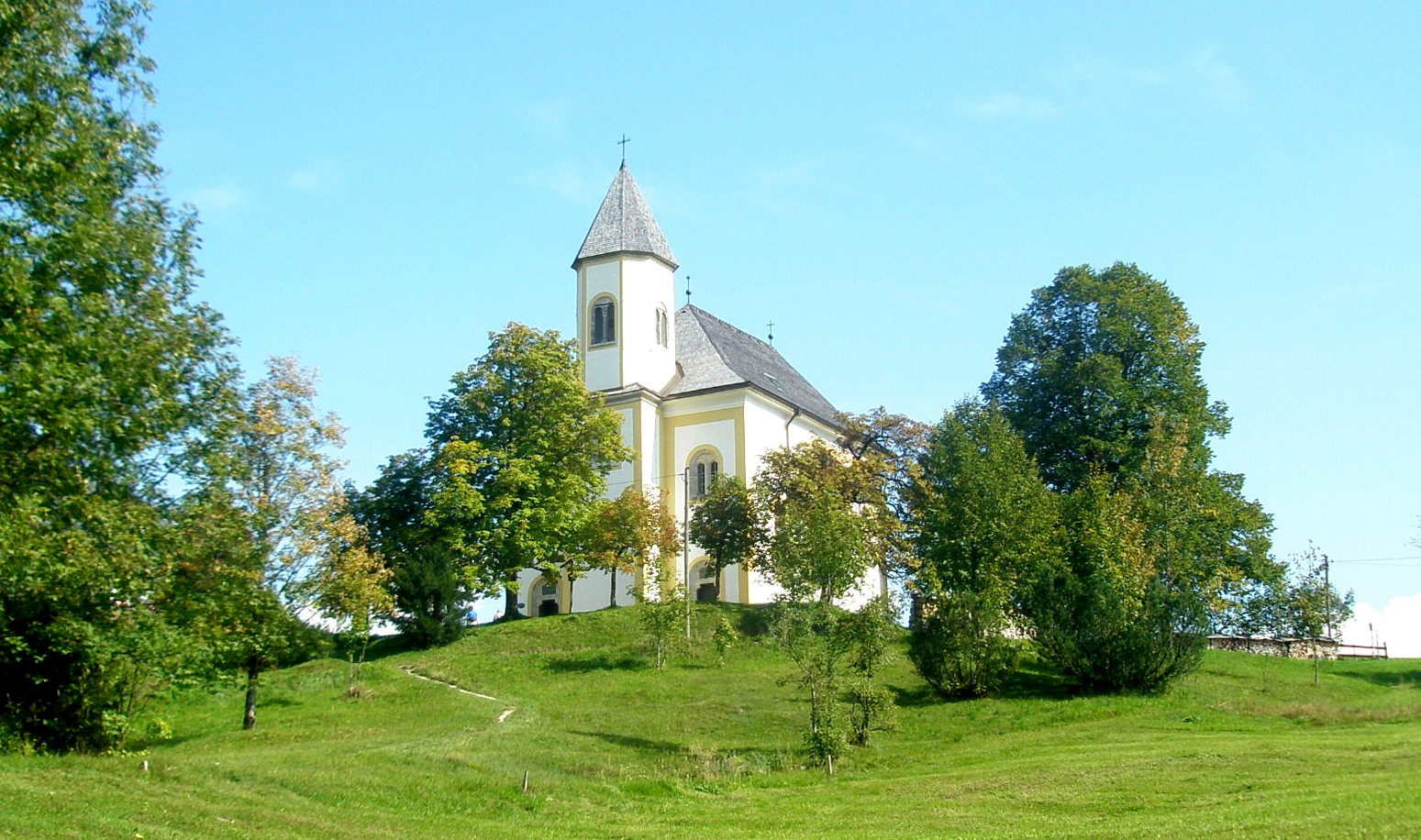
Wallfahrtskirche Mariä Heimsuchung

### Profangebäude
- Kugelmühle Marktschellenberg bzw. Untersberger Marmorkugelmühlen – die letzten ihrer Art in Deutschland
- Schellenberger Turm an der Grenze zu Österreich

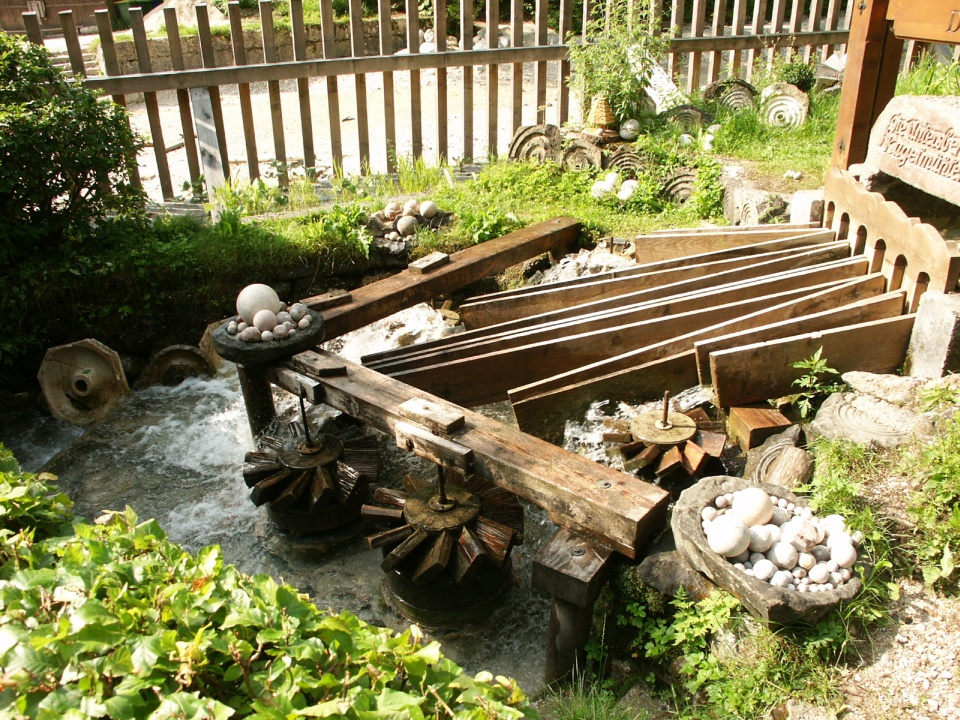
Die Kugelmühle in Marktschellenberg
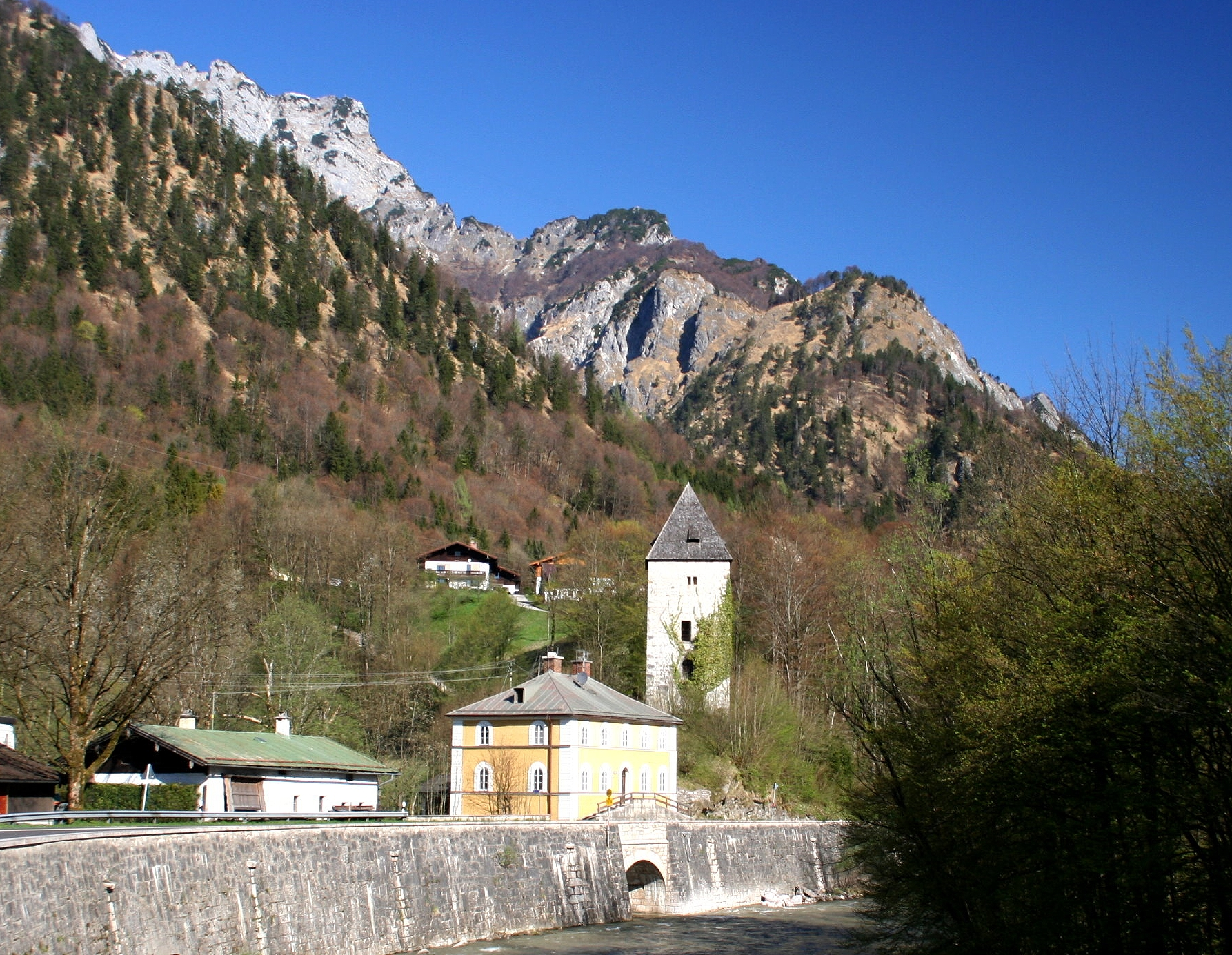
Schellenberger Turm mit ehemaligem Zollhaus

### Naturschönheiten
- Schellenberger Eishöhle –  sie wurde bereits am 2. August 1925 nach freiwilligen bzw. ehrenamtlichen Erschließungsarbeiten offiziell als Schauhöhle eröffnet.
- Almbachklamm – beginnt an der Kugelmühle und ist auf einem Steg begehbar

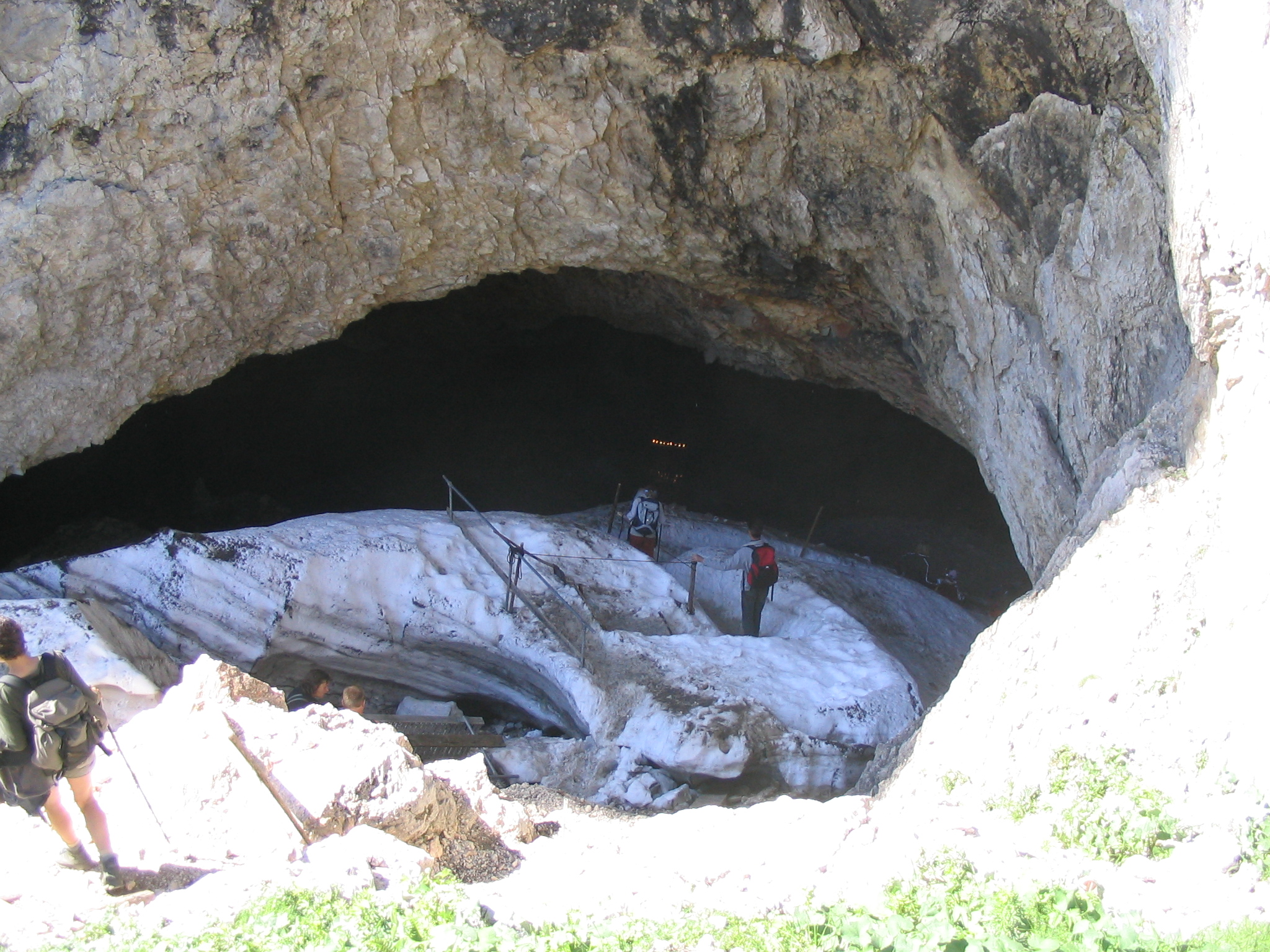
Eingangsbereich der Schellenberger Eishöhle
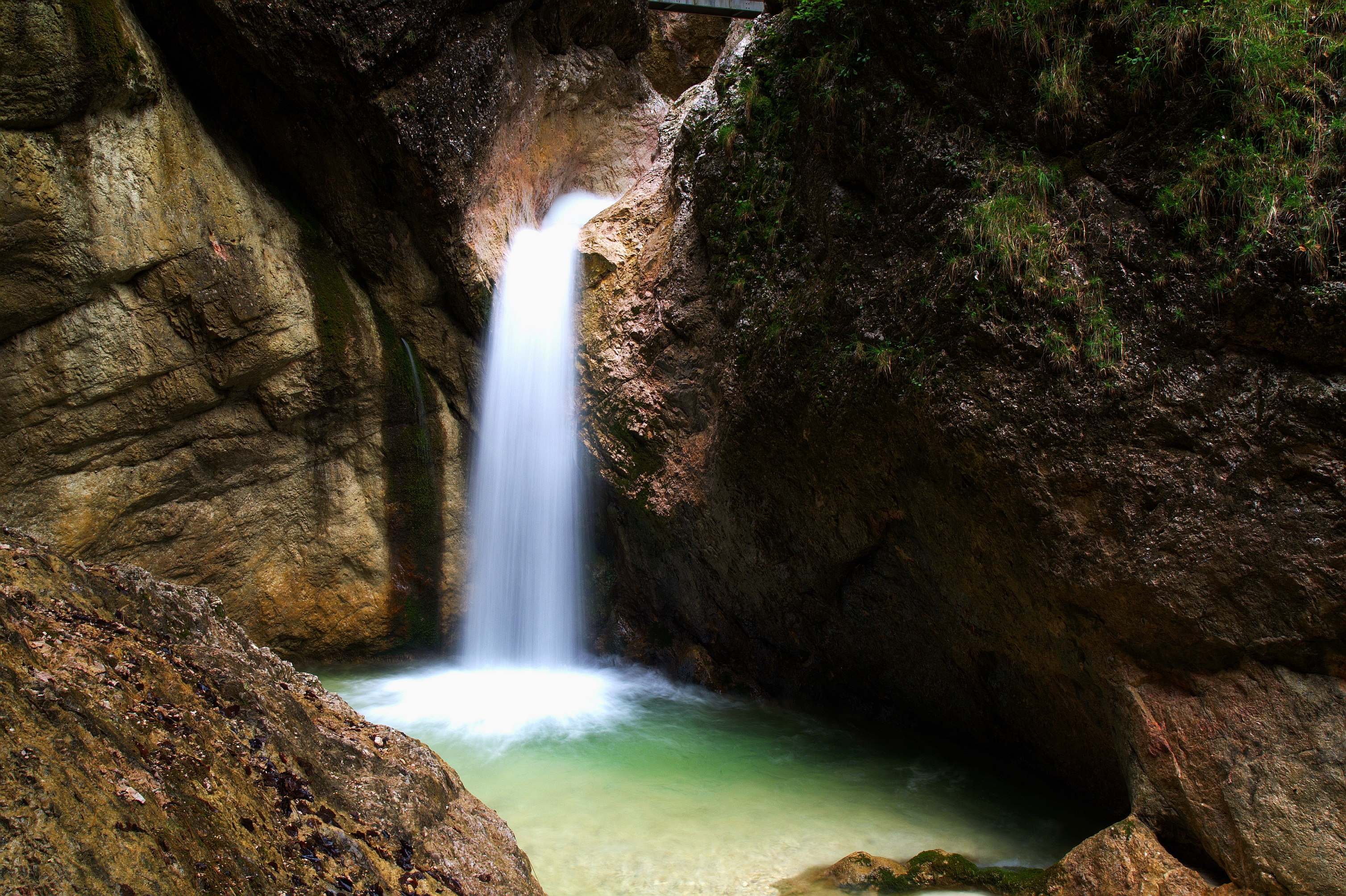
Wasserfall in der Almbachklamm

### Kulturelle Traditionen
- Schellenberger Kirchtag (Schellenberger Dult), alljährlicher Jahrmarkt am Wochenende nach dem 4. Juli (Ulrichstag)

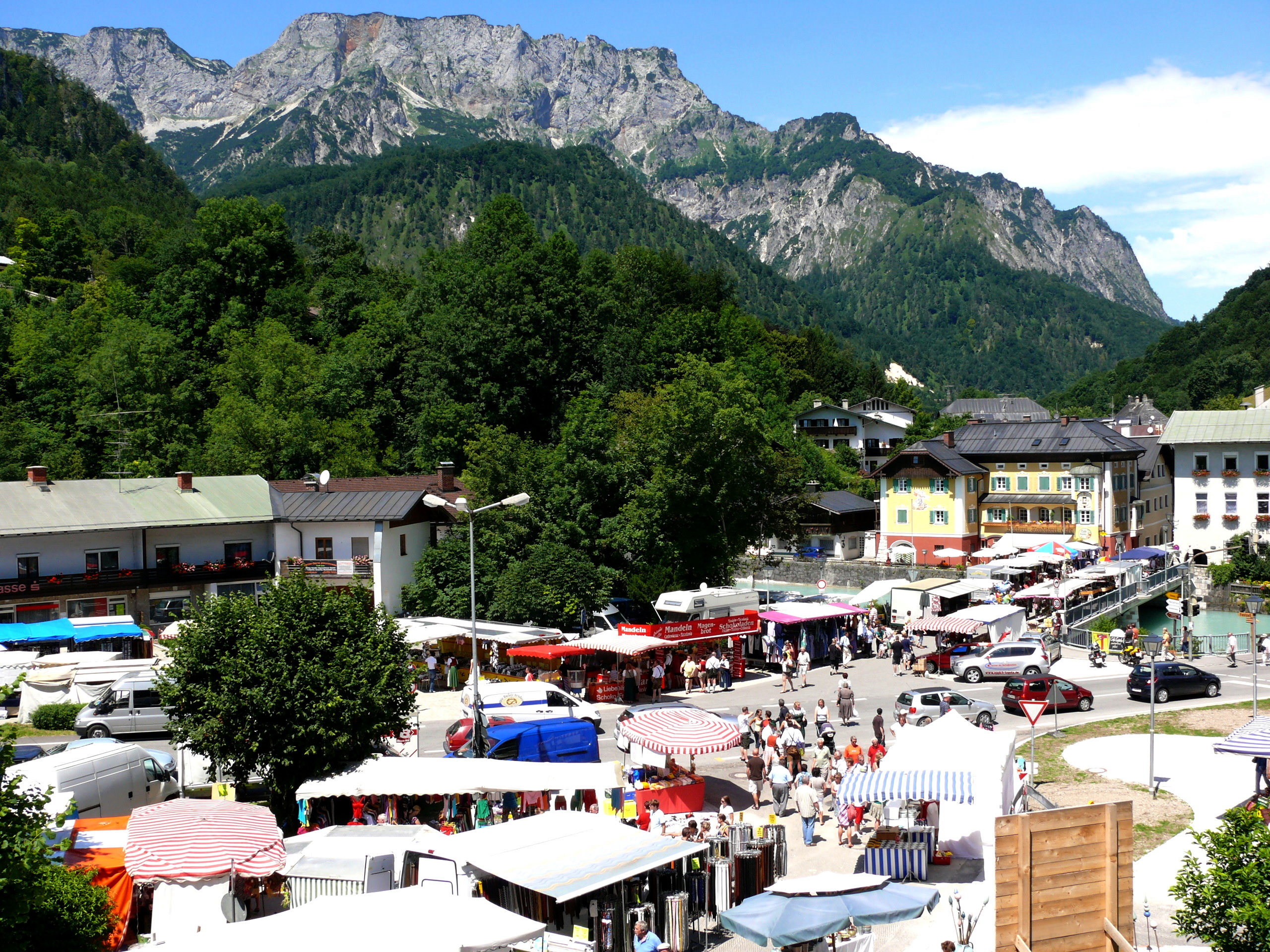
Schellenberger Dult (Übersicht, 2018)
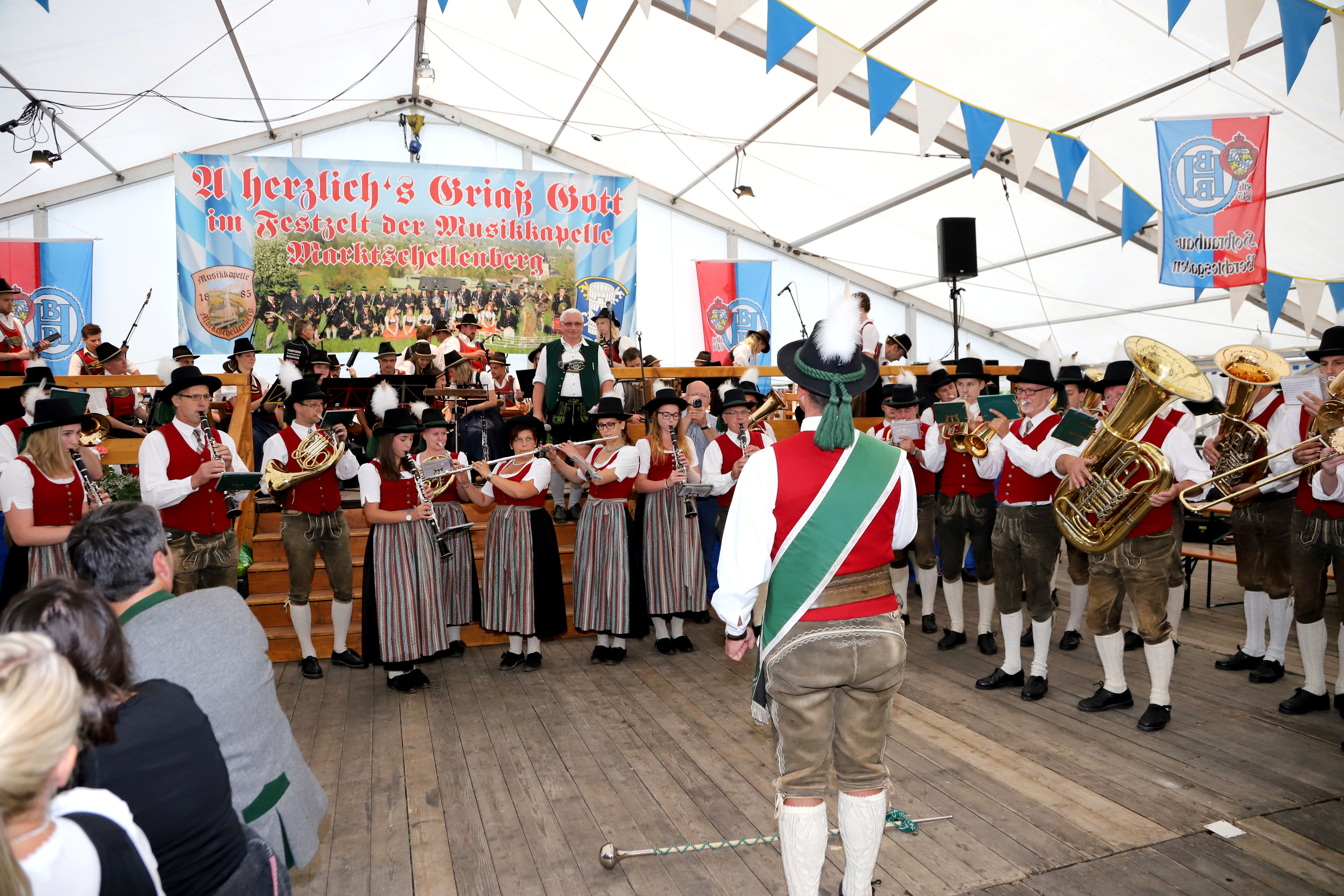
Festzelt zur Dult (2018)

- Schellenberger Weihnachtsschützen – Weihnachtsschützenvereine wurden 1911 in Ettenberg und 1929 in Götschen gegründet – beide Vereine gehören den Vereinigten Weihnachtsschützen des Berchtesgadener Landes an.[34]

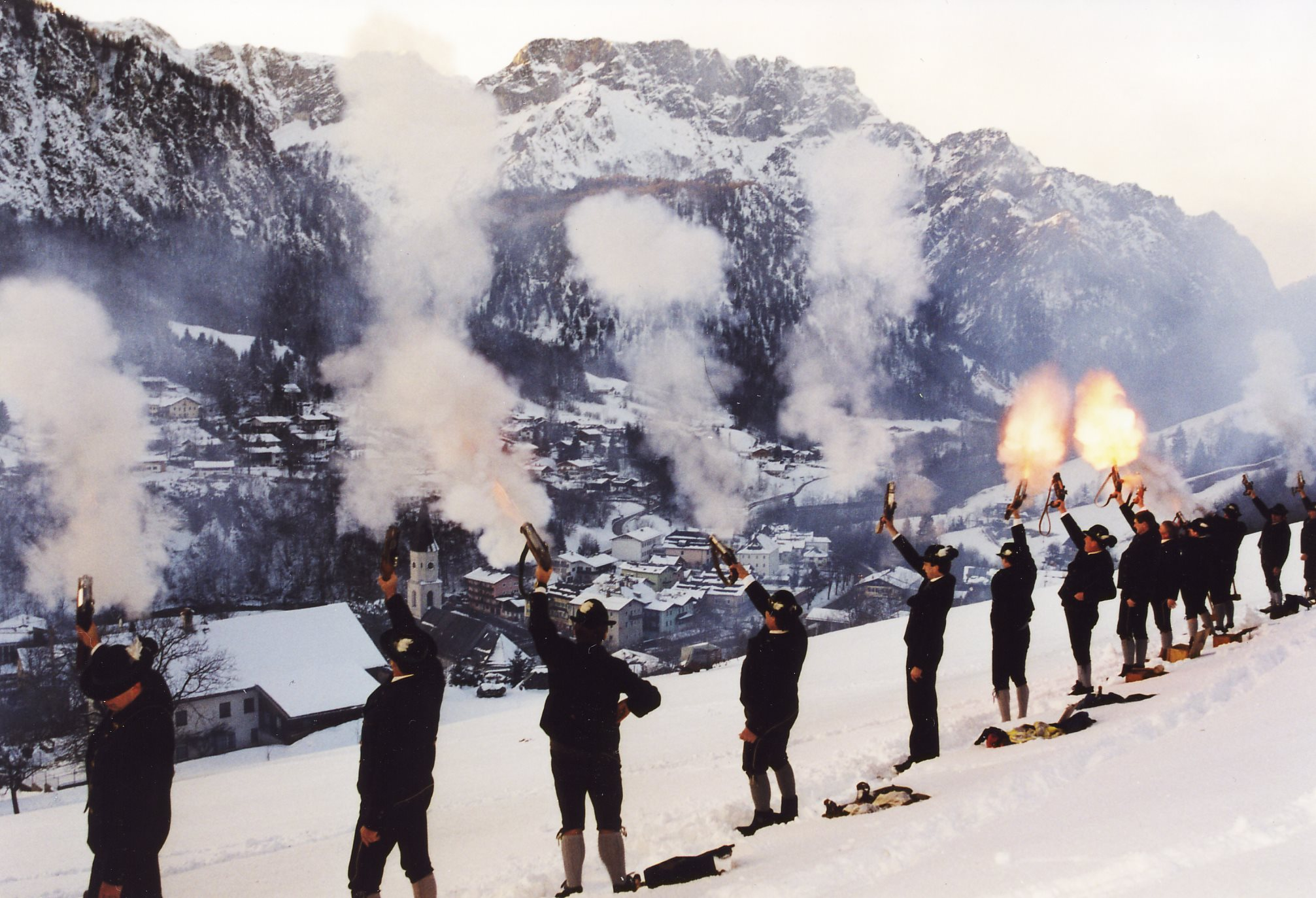
Götschener Weihnachtsschützen bei einer Salve zum Christkindl-Anschießen am Heiligen Abend über der Pfarrkirche St. Nikolaus
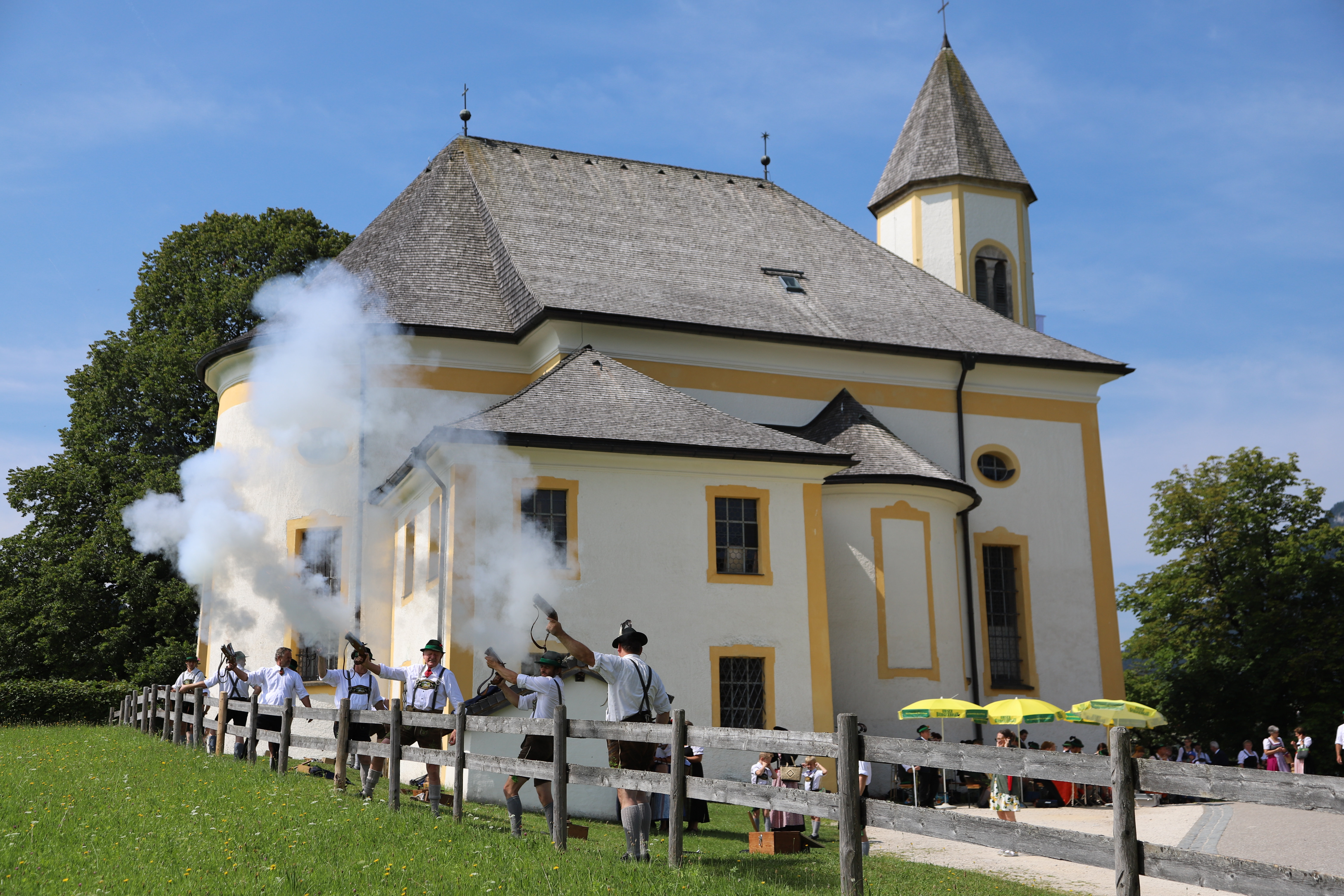
Ettenberger Weihnachtsschützen schießen zum Annenfest an der Wallfahrtskirche Mariä Heimsuchung

- Bauernmarkt

## Wirtschaft und Infrastruktur

### Tourismus
Die Gemeinde ist mit Sitz und Stimme im Zweckverband Bergerlebnis Berchtesgaden vertreten.

### Ansässige Unternehmen
- psm protech GmbH & Co. KG (Feinmechanik)

### Verkehr
Verkehrstechnisch ist Marktschellenberg nur per Auto oder RVO-Bus erreichbar. Zwar war der Ort ab 1907 durch die Lokalbahn Berchtesgaden–Hangender Stein an das Eisenbahnnetz angeschlossen, diese wurde aber 1938 aufgrund eines sogenannten „Führerbefehls“ stillgelegt.
Durch Marktschellenberg führt die Bundesstraße 305, die Berchtesgaden mit Salzburg verbindet. Nördlich des Ortes befand sich an der B 305 bis zum Wegfall der Grenzkontrollen der Grenzübergang Hangendenstein.

### Öffentliche Einrichtungen

#### Friedhof
Der Friedhof der Gemeinde ist in der Tiefenbachstraße 10 in 83487 Marktschellenberg, die für ihn zuständige Friedhofsverwaltung im Marktschellenberger Rathaus.

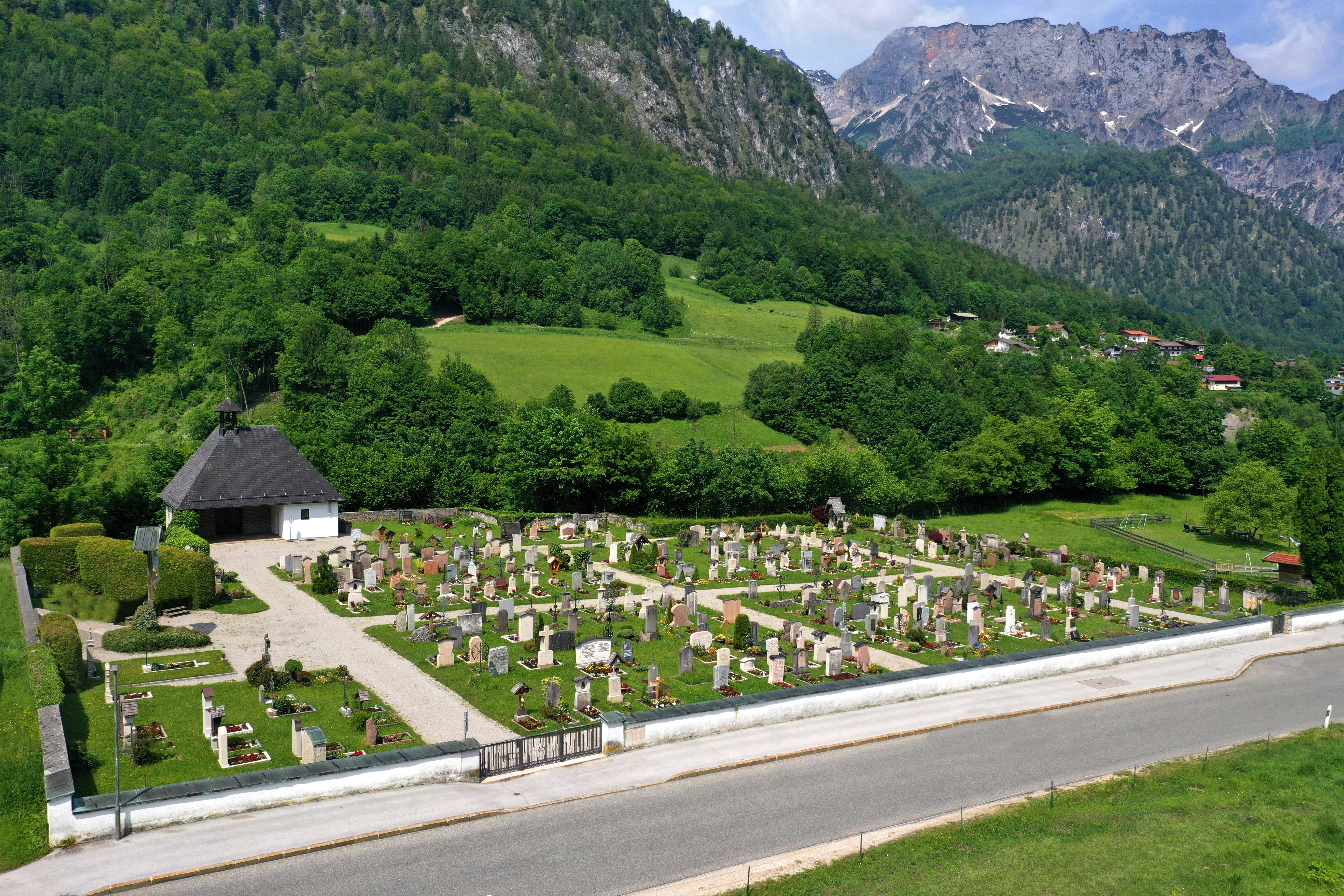
Friedhofsanlage mit Untersberg
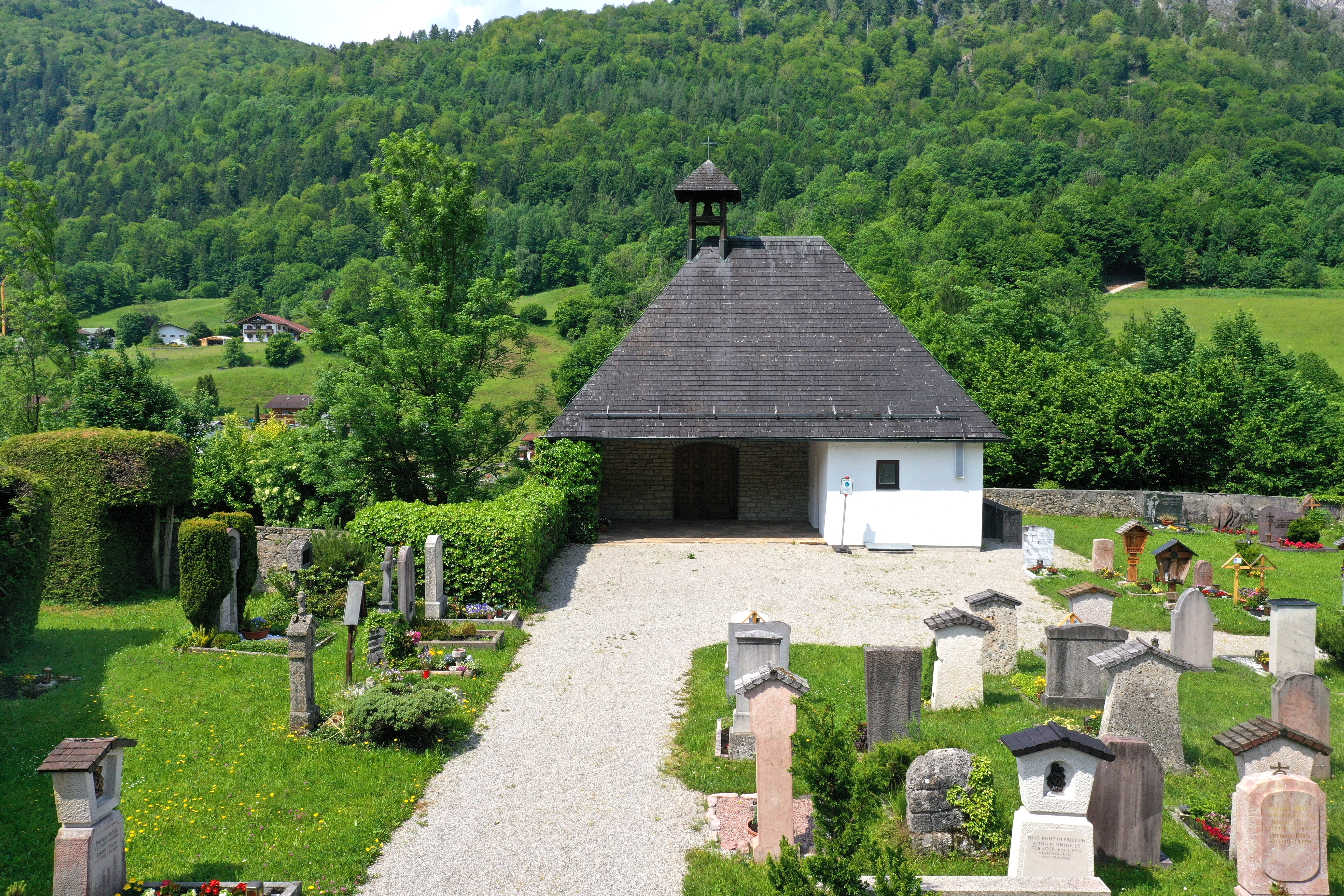
Friedhofskapelle

#### Freibad Marktschellenberg

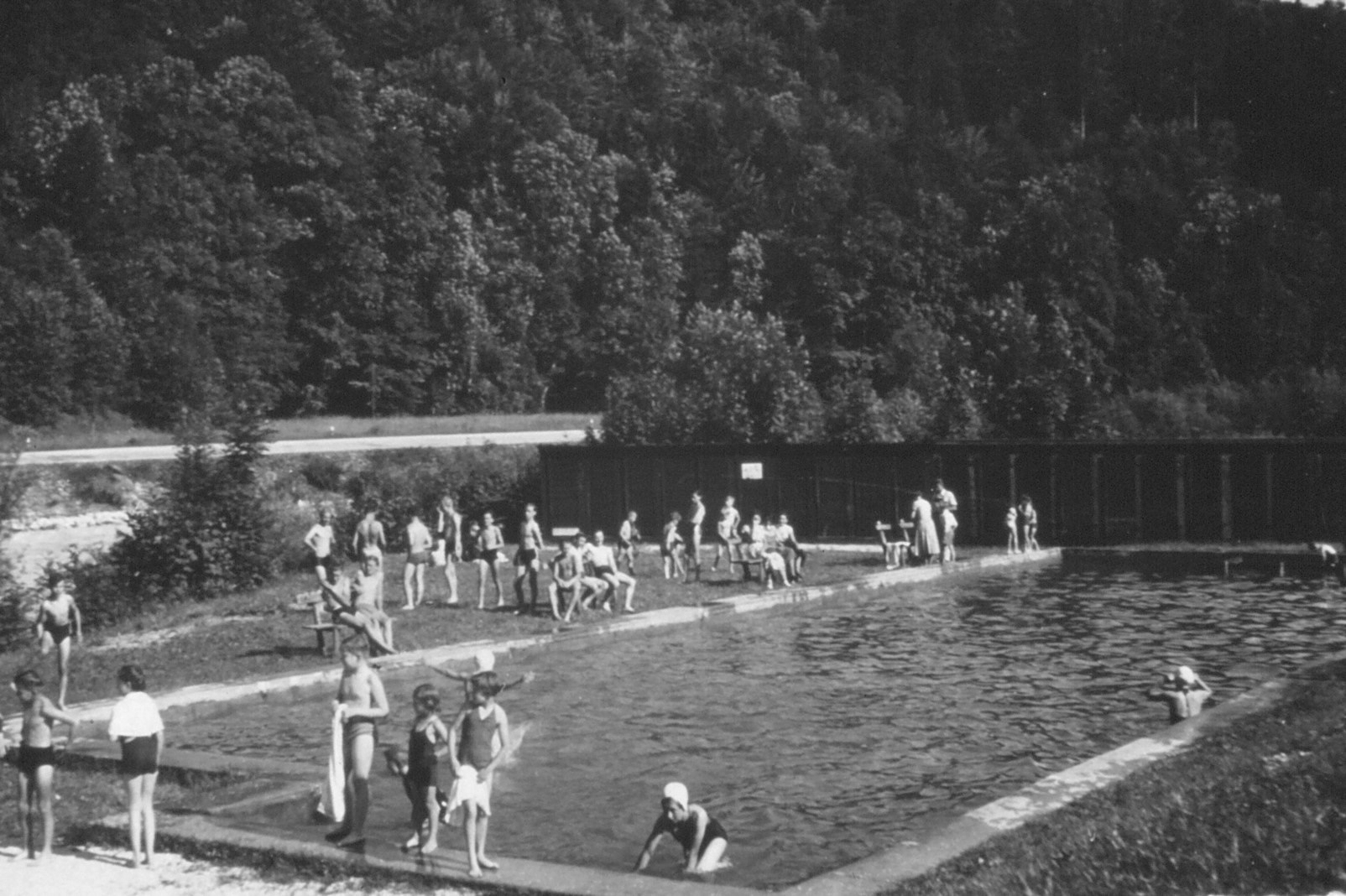
Voläuferbad in Schellenberg, 1936

Bereits seit Anfang der 1920er gab es in der damals als Schellenberg bezeichneten Gemeinde ein Freibad, womöglich an gleicher Stelle wie das jetzige Freibad oder zumindest nicht weit davon entfernt, da alte Aufnahmen ebenfalls die Berchtesgadener Ache im Hintergrund zeigen – allerdings ist derzeit noch unbekannt, wann genau es eingerichtet wurde. Andererseits wurde laut A. Helm bereits 1911 an der Ache „kurz oberhalb Schellenberg an der alten Straße nach Berchtesgaden“ ein Flussbad eingerichtet – angesichts der beschriebenen Lage scheint es jedoch nicht mit dem oben erwähnten Freibad identisch zu sein, das (siehe nebenstehende Abbildung von 1936) neben und nicht innerhalb der Ache lag.
Das jetzige Freibad Marktschellenberg (Postanschrift: Alte Berchtesgadener Straße 37, 83487 Marktschellenberg) wurde von der Gemeinde 1979 bis 1980 mit einer finanziellen Beteiligung von 150.000 DM des Fremdenverkehrsverbands Berchtesgadener Land (heute: Zweckverband Bergerlebnis Berchtesgaden) erbaut und ab 1981 an den Verband übertragen. Im ersten Betriebsjahr hatte das Bad 9.926 Besucher, aber je nach Wetterlage können sich im Bad inzwischen täglich bis zu 500 Besucher aufhalten. Inzwischen ist die Gemeinde Marktschellenberg aber wieder alleiniger Betreiber und Investor des Freibads, und nutzt nur noch sehr bedingt Möglichkeiten der Bewerbung durch den Zweckverband.
Das vergleichsweise kleine, aber beheizte Freibad hat ein größeres Becken, das in einen Schwimmer- und einen Nichtschwimmerbereich mit Wasserrutsche unterteilt ist, sowie ein kleines Kinderbecken. Darüber hinaus bietet es eine Liegewiese und einen Kiosk für Erfrischungen. Letzte Neuerung ist die Einrichtung eines kostenlosen WLANs für Besucher des Freibades. Das Badewasser kann mit einer Gas- oder mit einer Solarheizung erwärmt werden, in der Regel wird aber „hauptsächlich mit Solar“ geheizt. Lediglich, wenn sich das Wasser auf weniger als 18 Grad abkühlt, kommt die Gasheizung zum Einsatz, und bei anhaltend schlechtem Wetter wird das Wasser gar nicht beheizt, um Energie zu sparen. Die Gemeinde Marktschellenberg bietet auch ein sogenanntes Kombi-Ticket an, das gegen einen vergleichsweise geringen Aufpreis für den Eintritt ins Freibad auch den Eintritt in die benachbarte, ebenfalls von der Gemeinde unterhaltene Almbachklamm gewährt.

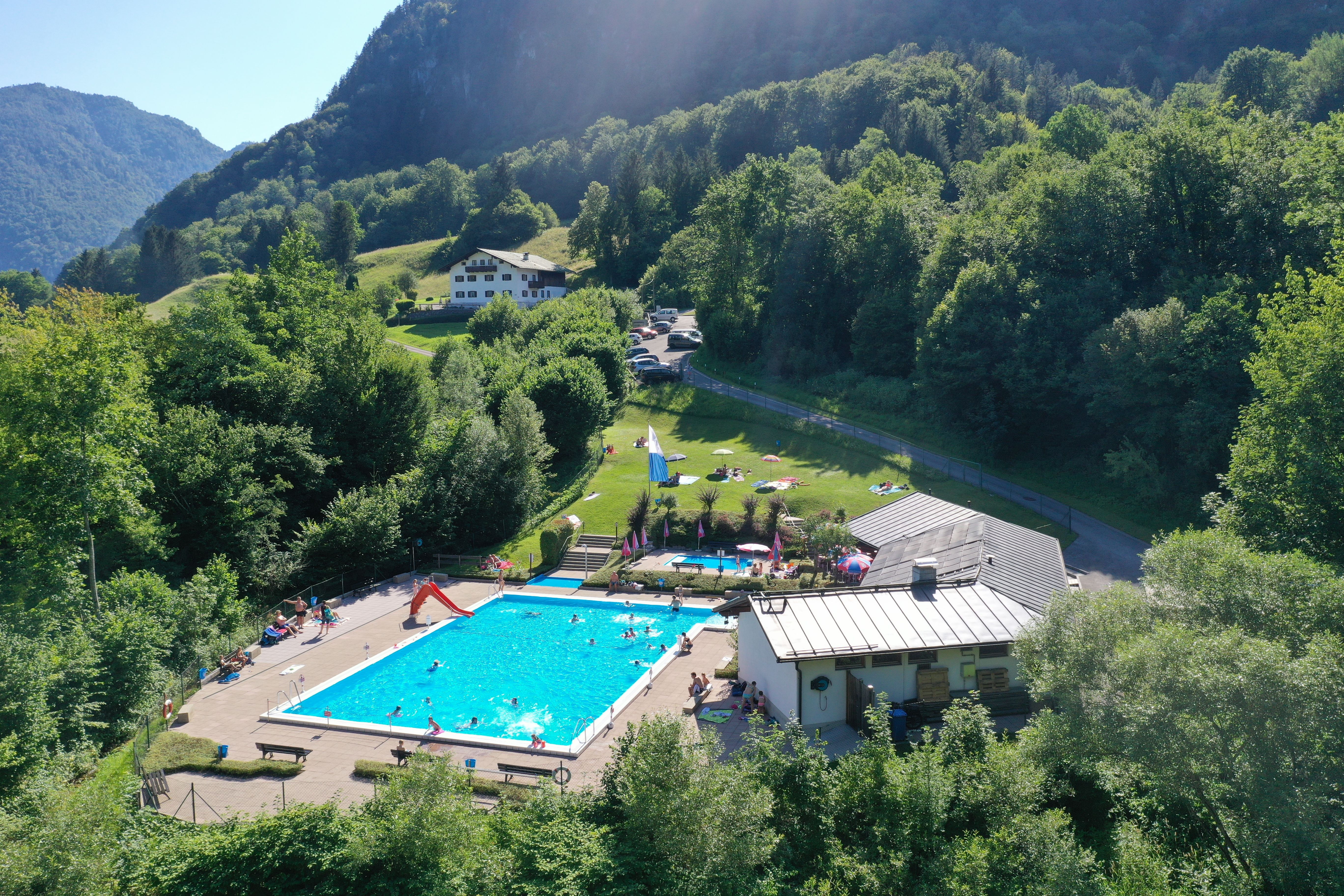
Ansicht Richtung Südwest, 2022
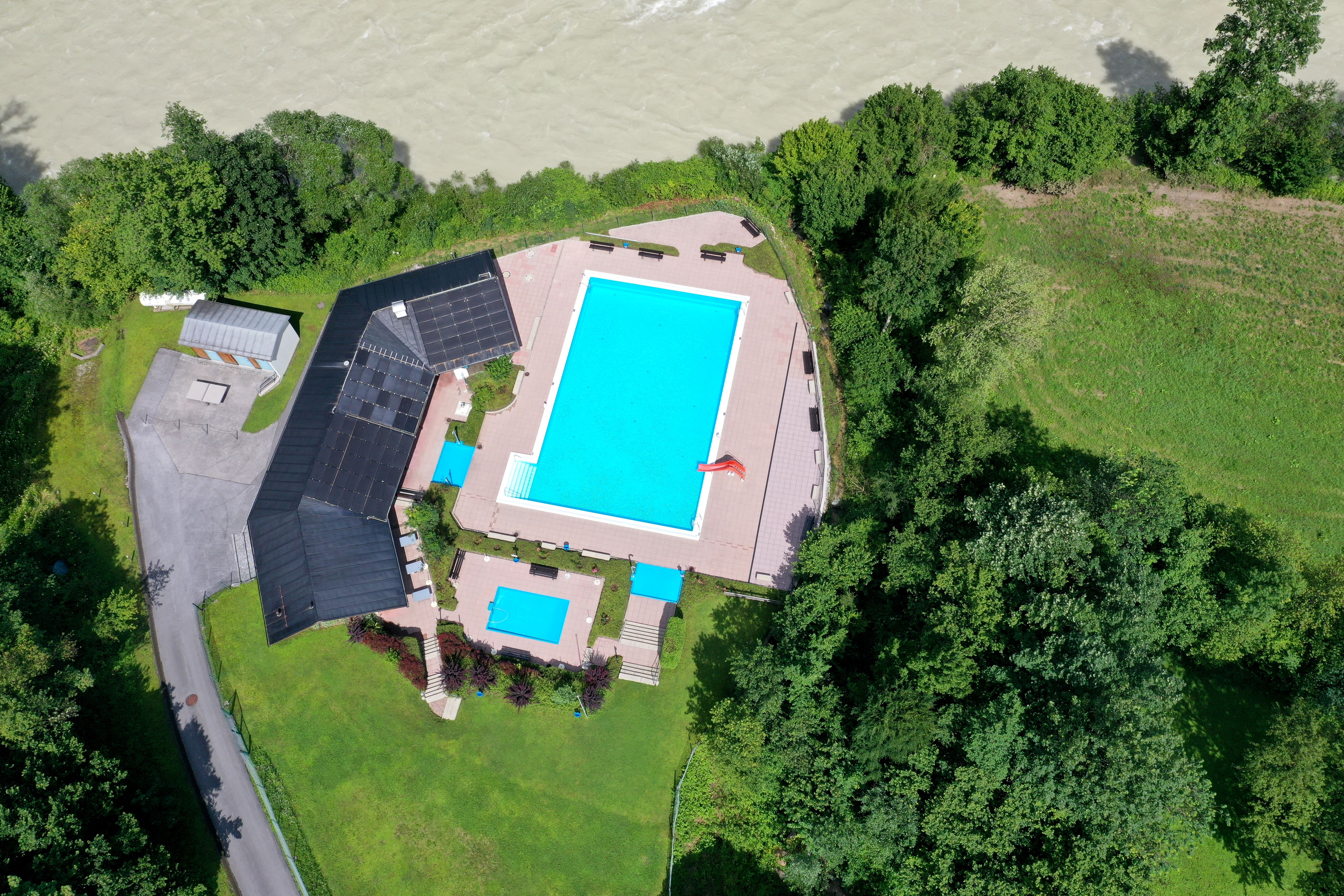
Drohnenaufnahme u. a. der Solarmodule,  2022

## Persönlichkeiten

### Söhne und Töchter
- Karl Bartos (* 1952), Musiker und Songwriter (ehemaliges Bandmitglied von Kraftwerk)
- Rupprecht Mayer (* 1946), literarischer Übersetzer und Schriftsteller.
- Franz Dufter (* 1962), Rennfahrer

### Ehrenbürger
- Ludwig Bogner, ehem. Bürgermeister
- Anton Gadringer, ehem. Bürgermeister
- Stefan Imhof (1870–1963), Obermedizinalrat und Bürgermeister von Marktschellenberg (1899–1914) und später von Berchtesgaden (1946–1960), mehrfach ausgezeichnet als seinerzeit ältester amtierender Bürgermeister in der Bundesrepublik Deutschland
- Alfons Kandler, ehem. Bürgermeister, 2009 ausgezeichnet mit dem Bundesverdienstkreuz 1. Klasse[42]
- Benno Utzmeier, Pfarrer

### Prominente Bürger
- Hans Conrad Fischer (1926–2017), Regisseur und Filmproduzent, das Elektrizitätswerk in Marktschellenberg gehört nach wie vor zu dessen Familienbesitz
- Andreas Graitl (* 1984), ehemaliger Rennrodler, lebt in Marktschellenberg
- Herbert Gruhl (1921–1993), Umweltpolitiker (CDU, Grüne, ÖDP) und Autor, verbrachte seine letzten Lebensjahre in Marktschellenberg[43]
- Steffen Rothacker (* 1987), früherer deutscher Skeletonsportler, lebt in Marktschellenberg
- Monika Springl (* 1987), Skirennläuferin und in Marktschellenberg aufgewachsen